# David Sedaris

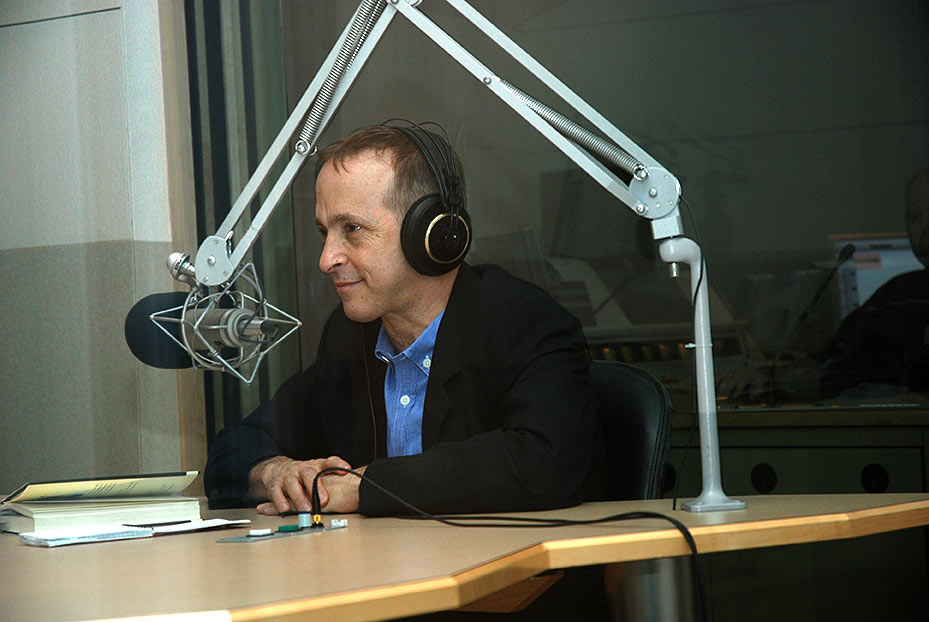
David Sedaris in 2007

David Sedaris (New York, 26 december 1956) is een Amerikaans  humoristisch schrijver. Veel van zijn humor bestaat uit autobiografisch materiaal over zijn grote familie van Griekse afkomst, uit zelfspot, zijn vele baantjes en zijn leven in Frankrijk met zijn partner Hugh Hamrick.

## Jeugd
David Sedaris werd geboren in Binghamton, New York, als zoon van Lou en Sharon Sedaris. Hij groeide op in Raleigh, North Carolina. David Sedaris is half Grieks, half Amerikaans. Zijn moeder was protestant en zijn vader is Grieks-orthodox.
Sedaris groeide op in een buitenwijk van Raleigh (North Carolina). Hij is het tweede kind in een gezin van zes kinderen. Zijn oudere zus is Lisa, daarna volgen Gretchen, Amy, Tiffany en Paul (die ook wel Haantje wordt genoemd, of zichzelf zo noemt). In zijn tiener- en twintigerjaren hield David Sedaris zich half-en-half bezig met visuele en performance kunst. Zijn gebrek aan talent beschrijft hij in verschillende verhalen, onder andere in ‘Twaalf momenten uit het leven van de kunstenaar’ uit de bundel 'Van je familie moet je het hebben'. 
Sedaris oefende verschillende rare baantjes uit in Raleigh, Chicago en New York, toen hij werd ontdekt door radio-dj Ira Glass, die Sedaris zag toen hij optrad in een nachtclub in Chicago. Hij las tijdens dit optreden stukjes uit zijn dagboek voor dat hij al sinds 1977 bijhoudt. Sedaris zei over de ontdekking: ‘Ik heb alles aan Ira te danken… Mijn leven veranderde volledig, alsof iemand met zijn toverstokje had gezwaaid.’ Vanaf toen trad Sedaris op in Glass’ wekelijkse radioshow The Wild Room. Het succes dat hij hier behaalde, leidde tot zijn debuutoptreden op National Public Radio op 23 december 1992, waar hij een radioverhaal voorlas met de naam ‘Santaland Diaries’, waarin hij vertelt over zijn ervaring als kerstelf in het warenhuis Macy’s tijdens de kerstdagen.
‘SantaLand Diaries’ was direct een succes bij de radioluisteraars en veranderde Sedaris in wat The New York Times ‘een klein fenomeen’ noemde. Hij begon een maandelijks item voor NPR (gebaseerd op zijn dagboekfragmenten, geredigeerd en geproduceerd door Glass), vatte het idee op om zijn ‘Santaland Diaries’ te bewerken tot script voor Touchstone Pictures en sloot een contract af met uitgeverij Little, Brown and Company voor de uitgave van twee boeken. In 1993 vertelde hij The New York Times dat hij zijn eerste boek zou gaan publiceren; een verhalenbundel.

## Carrière
In 1994 publiceerde Sedaris Barrel Fever, een bundel met korte verhalen en essays. Toen in 1995 Ira Glass het wekelijks radioprogramma This American Life kreeg, werd Sedaris zijn vaste gast. Sedaris publiceerde inmiddels ook al essays in Esquire en The New Yorker. In 1997 publiceerde hij Naked (Naakt in de Nederlandse vertaling). Zijn volgende boek, Me Talk Pretty One Day (Ik mooi praten) schreef hij voor het grootse gedeelte in Frankrijk waar hij samen met zijn vriend Hugh woont. Voor deze bundel ontving hij in 2001 de Thurber Prize for American Humor, en werd uitgeroepen tot ‘Humorist van het jaar’ door Time magazine
In april 2001 meldde het tijdschrift Variety dat Sedaris de filmrechten verkocht had aan regisseur Wayne Wang, die vier verhalen opnam voor Colombia Pictures met de hoop eind 2001 te beginnen met de opnames. Toen Wang het script had voltooid en al was begonnen met de castingrondes, verzocht Sedaris hem het project stop te zetten. Dit vroeg hij naar aanleiding van een gesprek dat hij had gehad met zijn zus, die blijk had gegeven van haar angst over hoe de familie neergezet ging worden in de film (hij schreef over dit gesprek in het verhaal ‘Repeat after Me’, in het Nederlands ‘Zeg mij na’).
In 2004 publiceerde Sedaris Dress Your Family in Corduroy and Denim (in het Nederlands: Steek je familie in de kleren) dat direct op de nummer 1-positie eindigde in de New York Times non-fictielijst op 20 juni 2004. Het luisterboek hiervan werd in datzelfde jaar tweemaal genomineerd voor een Grammy Award. In maart 2006 verkondigde Ira Glass dat Sedaris’ volgende boek een bundel met dierenfabels zou worden. Hij nam in zijn boekentour van dat jaar ook verschillende fabels op tijdens optreden. Drie van die fabels werden uitgezonden op This American Life.
Op 19 maart 2007 schreef redacteur Alex Heard in The New Republic, Outside Magazine dat hij Sedaris’ boeken had gecheckt op hun waarheidsgehalte en dat hij erachter was gekomen dat sommige gebeurtenissen die werden beschreven helemaal nooit gebeurd waren. Verscheidene artikelen die als reactie hierop volgden, beargumenteerden dat Sedaris’ lezers wel degelijk op de hoogte zijn van overdrijvingen en verdraaiingen voor een maximaal komisch effect. Sedaris zelf zei hierover dat hij het artikel niet gelezen had maar dat hij zwaar geïrriteerd was over de beschuldigingen.
In september 2007 werd een nieuwe bundel aangekondigd voor juni 2008. De bundel zou All the Beauty You Will Ever Need gaan heten, maar Sedaris veranderde die in Indefinite Leave to Remain en uiteindelijk werd de titel When You Are Engulfed in Flames (in het Nederlands: Wanneer je omringd bent door vlammen). Er deden geruchten de ronde dat het ging om een bundel met dierenverhalen, maar uiteindelijk kwam er geen enkele fabel in te staan
Sedaris onthulde tijdens een signeersessie in Chicago dat zijn volgende boek wel degelijk over dieren zou gaan. Dit kwam inderdaad in de tweede helft van 2010 uit onder de naam Squirrel Seeks Chipmunk, A Modest Bestiary.

## Geselecteerd Amerikaans werk
- Barrel Fever (1994). Boston: Little, Brown & Co. ISBN 0-575-40073-0 (UK)
- Naked (1997). Boston: Little, Brown & Co. ISBN 0-316-77949-0 (USA)
- Holidays on Ice: Stories (1997). Boston: Little, Brown & Co. ISBN 0-316-77923-7 (USA)
- Santaland Diaries & Seasons Greetings: 2 Plays (1998). Dramatists Play Service Inc ISBN 0-8222-1631-0
- Me Talk Pretty One Day (2000). Boston: Little, Brown & Co. ISBN 0-349-11391-2 (UK)
- The David Sedaris Box Set [UNABRIDGED] (2002). Time Warner Audio Major; Unabridged edition ISBN 1-58621-434-9
- The Book of Liz (met zijn zus Amy) (2002). Unknown ISBN 0-8222-1827-5
- Dress Your Family in Corduroy and Denim (2004). Boston: Little, Brown & Co. ISBN 0-316-14346-4
- Children Playing Before a Statue of Hercules (2005). (editor) ISBN 0-7432-7394-X
- When You Are Engulfed in Flames (2008). Boston: Little, Brown & Co. ISBN 0-316-14347-2
- Squirrel Seeks Chipmunk, A Modest Bestiary (2010). Boston: Little, Brown & Co. ISBN 9780316038393

## Geselecteerd Nederlands werk
- Naakt (2001). Uitgeverij Vassallucci, Amsterdam. ISBN 90 5000 306 0 (NL)
- Holidays on Ice. Zes vrolijke kerstverhalen (2002). Uitgeverij Vassallucci, Amsterdam. ISBN 90 5000 456 3 (NL)
- Ik ooit mooi praten (2002). Uitgeverij Vassallucci, Amsterdam. ISBN 90 5000 089 4 (NL)
- Steek je familie in de kleren (2004). Uitgeverij Vassallucci, Amsterdam. ISBN 90 5000 594 2 (NL)
- Wanneer je omringd bent door vlammen (2008). Lebowski Publishers, Amsterdam. ISBN 978 90 488 0127 5 (NL)
- Van je familie moet je het hebben: de beste verhalen van David Sedaris samengesteld en ingeleid door Aaf Brandt Corstius (2010). Lebowski Publishers, Amsterdam. ISBN 978 90 488 0453 5
- Ik mooi praten (heruitgave van Ik ooit mooi praten) (2010). Lebowski Publishers, Amsterdam. ISBN 978 90 488 0642 3
- Eekhoorn zkt Eekhoorn (2010). Lebowski Publishers, Amsterdam. ISBN 978 90 488 0665 2
- 6 tot 8 zwarte mannen (heruitgave van Holidays on ice + nieuw verhaal) (2010). Lebowski Publishers, Amsterdam. ISBN 978 90 488 0667 6
- De lachvogel (2013), Lebowski Publishers, Amsterdam. ISBN 978 90 488 1684 2

- Biblioteca Nacional de España: XX1089327
- Bibliothèque nationale de France: cb135042139 (data)
- Gemeinsame Normdatei: 120927381
- International Standard Name Identifier: 0000 0001 0868 1195
- Library of Congress Control Number: n94015692
- MusicBrainz: 8a7a9cd3-8c3c-4d7f-8959-0f25fd0702ee
- Nationale Bibliotheek van Tsjechië: kv2009496994
- Nationale Bibliotheek van Israël: 987007447942105171
- Istituto Centrale per il Catalogo Unico: MODV258957
- SNAC: w6tq68j8
- Système universitaire de documentation: 057664137
- Virtual International Authority File: 8230168
- WorldCat: E39PBJkp8qwtJ83pw4MJcTbcfq